# Home Forland
Home Forland is een schiereiland in Nationaal park Noordoost-Groenland in het oosten van Groenland. Het is een van de schiereilanden in het fjordensysteem van het Koning Oscarfjord.
Het schiereiland is vernoemd naar Everard Home.

## Geografie
Het eiland wordt in het noorden begrensd door de Gael Hamke Bugt, in het oosten door de Groenlandzee en in het zuiden door Tobiadal. In het zuiden en westen is het schiereiland verbonden met de rest van Hold with Hope.
Aan de overzijde van het water ligt in het noorden Clavering Ø.